# Paolo Cian
Paolo Cian (Nápoles, 23 de noviembre de 1966) es un deportista italiano que compitió en vela en la clase Soling. Ganó una medalla de bronce en el Campeonato Mundial de Soling de 1998.

## Palmarés internacional
| \| Campeonato Mundial \| Campeonato Mundial \| Campeonato Mundial \| Campeonato Mundial \| \| Año \| Lugar \| Medalla \| Clase \| \| ------------------ \| -------------------------- \| ------------------ \| ------------------ \| \| 1998 \| Milwaukee (Estados Unidos) \| Medalla de bronce \| Soling \| |                            |                   |        |
| Campeonato Mundial |                            |                   |        |
| Año | Lugar                      | Medalla           | Clase  |
| 1998 | Milwaukee (Estados Unidos) | Medalla de bronce | Soling |